# Valg
 Denne artikel bør gennemlæses af en person med fagkendskab for at sikre den faglige korrekthed.

 For alternative betydninger, se Valg (flertydig). (Se også artikler, som begynder med Valg)
Et valg er en afstemning, der afgør hvem, der skal besætte ledige poster i en lovgivende eller besluttende forsamling - i modsætning til en afstemning, der vedrører et bestemt emne, og som oftest vil være valget mellem at indføre en ny almen praksis eller ej. Valg og afstemning bruges ofte synonymt på trods af denne forskel.

## Valghandlinger
En valghandling forløber normalt efter faste retningslinjer med lovmæssige valgmetoder. Begrebet anvendes om:
- Valg af medlemmer til den lovgivende forsamling for en i valgloven eller i forfatningen angivet periode. Demokratiske valg anvendes til at udpege politiske beslutningstagere og ledere eller politiske partier til at repræsentere folket i en regering.
- Valg af medlemmer til ledige poster i private eller erhvervsmæssige organisationer besættes.[1]

Valganalyse (eller psefologi) er den statistiske teori bag analyser af valg og ikke mindst forudsigelser af kommende valgs udfald baseret på tidligere erfaringer. Valganalyser er hyppigt baseret på meningsmålinger.

## Definitioner af demokratiske valg
I politisk teori er en regerings autoritet baseret på legitimiteten i befolkningen. På internationalt plan er der udformet retningslinjer for legitime valg, baseret på Verdenserklæringen om menneskerettigheder: Valg skal være frie, retfærdige, ærlige, periodiske og afholdes ved hemmelig afstemning.
- Fri afstemning betyder dels, at der er flere (mindst to) valgmuligheder, dels at ingen kan påvirke stemmeafgivningen, når denne afholdes.
- Retfærdig afstemning betyder, at hver stemme har samme vægt, når resultatet opgøres.
- Ærlig afstemning betyder, at der ikke kan manipuleres med stemmeafgivningen (fx manipulation ved elektronisk stemmeafgivning).
- Periodisk afstemning betyder, at stemmeproceduren skal gentages inden for et kortere åremål (oftest 3-7 år, beroende på landets valgmetode). Dette skal sikre, at den eller de valgte personer til stadighed kan stilles til ansvar for den måde, de har forvaltet den til dem afgivne tillid på.
- Hemmelig afstemning betyder, at den stemmeafgivende person befinder sig et afskærmet sted (en stemmekabine eller lignende), hvor stemmen afgives på en anonymiseret seddel, det vil sige en seddel der efterfølgende ikke vil kunne forbindes med den pågældende. Denne seddel skal være sammenfoldet på en måde, der gør, at ingen udefra kan se hvordan, der er stemt. Stemmesedlen afleveres i en stemmeurne, som først åbnes, når afstemningen er afsluttet. Dette sikrer, at ingen efterfølgende kan vide hvem, der stemte hvad.

Forskellige internationale institutioner og personer har opstillet kriterier for under hvilke forhold, ovennævnte betingelser kan anses for at være opfyldte:
- EU har udformet et sæt af principper for kontrol med valghandlinger.[2]
- Jeane Kirkpatrick, tidligere amerikansk ambassadør i FN, har foreslået denne definition: Demokratiske valg er ikke kun symbolske... De er konkurrerende, periodiske, ikke-eksklusive og endelige valg, i hvilke lederne i en regering bliver valgt af befolkningen, som nyder stor frihed til at kritisere regeringen, til at offentliggøre deres kritik og til at foreslå alternativer.[kilde mangler]
- Websitet for organisationen Democracy Watch definerer fair valg som: Valg i hvilke der er lagt stor vægt på at forebygge at nogen direkte eller skjult præference for en bestemt kandidat, udover de påvirkninger der naturligt opstår fra en engageret vælgerskare, der er ligeligt informeret om de forskellige fordele og ulemper ved den enkelte kandidat. [3] Dette blev mere formelt udtrykt i 2000 af overdommer Murray Gleeson ved den australske højesteret som: Den demokratiske og lovlige måde at sikre ændringer, hvor ændringer er nødvendige, er gennem en oplyst vælgerskares vilje.[kilde mangler]

Til trods for målsætningen er det en udbredt opfattelse, at det er vanskeligt at sikre, at kriterierne altid er opfyldte:
- Det umiddelbart simple krav om en oplyst vælgerskare er vanskeligt at sikre i moderne vælgerskarer med tusinder af stemmeberettigede, hvoraf mange ikke har andre kilder til information om kandidaterne, end de informationer, som tredje part publicerer. Regeringen, der afholder valget, er oftest den part, som har størst interesse i påvirkning. En mulig løsning på dette er skuevalg, som beskrevet senere.
- Andre taler for, at valg kun er sekundære i et fungerende demokrati. De argumenterer for, at lov og ret er vigtigere. Et eksempel er Hong Kong før foreningen med Folkerepublikken Kina. Her var Hong Kong ledet af en ikke-valgt britisk ambassadør, men ikke desto mindre blev samfundet opfattet som et frit og åbent samfund på grund af det stærke retslige institutioner.[kilde mangler]

Nutidens udbredte accept og indforståethed af valg som et af de fundamentale krav for en demokratisk proces til udvælgelse af repræsentanter, står i stærk kontrast til antikkens Grækenland, der regnes for at være demokratiets vugge. Her blev demokratiet opfattet som en acceptabel styreform blandt mange, bl.a. i oligarkiet, hvor politiske poster blev besat via lodtrækning.[kilde mangler]

### Valgbarhed og stemmeret
Valgbarhed og stemmeret er ved nationale valg normalt forbeholdt statsborgere og myndige. Vælgerskaren udgør derfor ikke hele befolkningen – for eksempel vil umyndiggjorte ikke have adgang til at stemme i mange lande, og de fleste steder er der også et mindstekrav til vælgernes alder. I Danmark kan en person over 18 år kun fratages sin politiske myndighed ved domstolskendelse.
Historisk set er mange andre grupper af befolkningerne udelukket fra at vælge:
Demokratiet i det antikke Grækenland tillod ikke, at kvinder, udlændinge eller slaver stemte, og USA's oprindelige forfatning tillod kun, at hvide, mandlige jordejere måtte stemme. Historien omkring sikring af frie valg har mange eksempler på sikring af specielle gruppers stemmeret, og sikring af frie valg har ofte været en mærkesag for borgerrettighedsgrupper og -forkæmpere. Og selv i dag er der debat om stemmeret til dømte kriminelle, visse minoritetsgruppers medlemmer og økonomisk udsatte.[kilde mangler]
I nogle lande er retten til at stemme ikke blot en ret, men en pligt – obligatorisk afstemning. Hvis en stemmeberettiget borger ikke afgiver en stemmer kan pågældende blive straffet; ofte med dagbøder.

### Hvem kan stille op til posten
Oftest vil der være krav om statsborgerskab, et alderskrav, bopælskrav og – undertiden – krav om blank straffeattest.

### Nominering
I et direkte demokrati kan enhver foreslås som kandidater. I nogle lande er det kun medlemmer af visse politiske partier, der kan nomineres. Det kan også være tilfældet, at kandidater eller partier først skal indsamle vælgererklæringer for at kunne nomineres. I USA er der krav om, at kandidater uden for et parti skal have et vist antal vælgererklæringer, mens kandidater inden for et parti kan nøjes med et mindre antal.[kilde mangler]

### Hvem bliver valgt
Hvilke regeringsposter, der stemmes om, afhænger meget af posten og regeringen. I et repræsentativt demokrati er ikke alle poster besat ved valg – især ikke poster, der kræver en bestemt ekspertise eller erfaring. Dommere vil for eksempel næsten aldrig være direkte folkevalgt, ligesom militære ledere heller ikke er det. Der er dog undtagelser: generaler blev folkevalgt i antikkens Athen.
I nogle situationer – for eksempel i det sovjetiske demokrati – er der et mellemled af valgmænd mellem vælgerskaren og den valgte person. I det fleste repræsentative demokratier vil et sådant indirekte valg være en formalitet. Ved USA's præsidentvalg er der et mellemled af USA's valgmænd og i Storbritannien bliver premierministeren officielt valg af dronningen, men i praksis af den lovgivende forsamling eller partiet.[kilde mangler]

### Typer af valg
I de fleste demokratiske systemer er der mange forskellige typer af valg. Det svarer til de forskellige politiske lag i den geopolitiske inddeling i landet. Nogle af de sædvanlige valgtyper er:
- Præsidentvalg
- Parlamentsvalg
- Primærvalg
- Opfyldningsvalg
- Lokalvalg
- Fredsvalg. Et valg foretaget uden afstemning. Hvis der til et valg, for eksempel ikke er opstillet flere kandidater, end der skal vælges, eller der kun er indkommet én prioriteret kandidatanmeldelse bortfalder afstemningen. I så fald afgøres valget som såkaldt fredsvalg, hvor alle de opstillede erklæres for valgt – eller det antal, som skal vælges, erklæres som valgt i den rækkefølge de er anført på den prioriterede kandidatanmeldelse. Øvrige kandidater fungerer som suppleanter.[kilde mangler]

### Valgsystemer
Et valgsystem beskriver den detaljerede, forfatningssikrede valgmetode, hvormed de afgivne stemmer skal resultere i at kandidater bliver valgt til bestemte poster.
Første opgave er at optælle stemmerne. Der er mange forskellige optællingsmåder. Valgmetoden afgør resultatet på baggrund af optællingen. De fleste systemer er enten proportionelle eller flertalsbestemmende. Under den første kategori ligger partilisterepræsentation og tilvalgssystem. Og i den sidste kategori er flertalsvalg (relativt flertal) og absolut flertal.[kilde mangler]
Mange lande har voksende valgreformbevægelser, som arbejder for indførelse af systemer som godkendelsesvalg, enkelt overførbar stemme, instant-runoff voting og Condorcet-metoden.
Selv om åbenhed og pålidelighed sædvanligvis er de vigtigste hjørnesten i et demokratisk system, så er selve stemmeafgivningen og stemmesedlen ofte en undtagelse herfra. Hemmelig afstemning anses af FN for at være en nødvendig forudsætning for frie og retfærdige valg, da det begrænser mulighederne for trusler og påvirkning i stemmesituationen.

### Planlægning
Demokratiets natur gør, at valgte embedsfolk skal repræsentere folket, og derfor skal vende tilbage til befolkningen med mellemrum, for at få vurderet deres mandat.
Af denne grund har de fleste demokratiske institutioner krav om afholdelse af valg med faste mellemrum – ofte mellem tre og seks år. Men medlemmerne af Repræsentanternes Hus er på valg hvert andet år og Islands præsident på valg hvert syvende.
Fastlagte valg med forudbestemte valgdatoer (som i Sverige) har en fordel i form af retfærdighed og forudsigelighed. Men på den anden side trækker valgkampagnerne ud i stor stil og gør det svært at vælte regeringen, hvis nu en dato ligger på et upraktisk tidspunkt (for eksempel omkring et udbrud af krig). Andre lande (såsom Danmark) har blot en maksimal periode den lovgivende samling kan blive siddende, og regeringen bestemmer så, hvornår det næste valg helt præcist skal være inden for denne. I praksis vil regeringen dog oftest blive siddende så længe som muligt, med mindre en særlig begivenhed indtræffer – som for eksempel et mistillidsvotum.[kilde mangler]

## Valgkampagner
Når et valg bliver udskrevet, vil politikerne og deres støtter forsøge at påvirke politikken ved direkte at konkurrere om vælgerskarens stemmer gennem hvad der kaldes valgkampagner eller politiske kampagner. Støtter af et given kampagne kan være formelt organiserede er løst forbundne, og vil ofte benytte sig af diverse medier for udførelse af deres kampagner og budskab.

## Problemer med valg
Mange tidligere og nuværende typer af valg eller principper bag valgafholdelse har en række problemer, som må imødegås, for at sikre demokratiet.

### Valghemmelighed
Valghemmelighed betyder at den enkelte vælgers valg ikke kan afsløres af andre.
I Danmark er valghemmeligheden beskyttet bl.a. ved
at der kun findes én enkelt stemmeseddel som indeholder samtlige i valgkredsen opstillede partiers og kandidaters navne. Ud for hvert partis og hver kandidats navn er et felt til at markere, hvad vælgeren stemmer på.
at markeringen af det valgte foregår i et aflukke, som ingen anden har indsigt i.
at når vælgeren har markeret sit valg på stemmesedlen, kan denne foldes, så ingen anden kan se markeringen.
at vælgeren selv nedlægger sin stemmeseddel i en aflåst valgurne, hvor den blandes med andre stemmesedler, så det er umuligt at identificere en bestemt stemmeseddel.
at valglokale og stemmeurner overvåges af medlemmer af flere forskellige partier (i større valgkredse af medlemmer af samtlige partier, og i mindre valgkredse af medlemmer af flest mulige partier). Denne overvågning gør det umuligt at tage den sidst nedlagt stemmeseddel op af en valgurne for at bryde valghemmeligheden.

Uddrag af Lov om valg til Folketinget:
§ 43. Stk. 2. Stemmesedlen skal indeholde navnene og bogstavbetegnelserne på samtlige partier, der har kandidater opstillet i storkredsen. Partierne anføres i alfabetisk rækkefølge efter bogstavbetegnelsen.
Stk. 3. Stemmesedlen skal endvidere indeholde navnene på samtlige kandidater, der er opstillet i storkredsen.
§ 45. Stk. 2. ... Stemmerum skal være indrettet således, at der kan afgives stemme, uden at andre kan se, hvorledes vælgeren stemmer. Stemmerum skal være forsynet med det fornødne udstyr til stemmeafgivning. Stemmekasser skal være indrettet således, at ingen stemmeseddel kan tages ud, uden at stemmekassen åbnes. Stemmekasser skal kunne låses eller forsegles.
§ 46. Stk. 2. Inden stemmeafgivningens begyndelse skal tilforordnede vælgere vise de tilstedeværende, at stemmekasserne er tomme. Derefter skal kasserne straks låses eller forsegles.

### Skuevalg
Hvor alle moderne demokratier ofte afholder valg, er det absolut ikke tilfældet at alle valg er afholdt af sande demokratier. Nogle regeringer bruger en række bagvedliggende midler til udvælgelse af kandidater, men organiserer officielt et valg, der skal ligne et ægte valg, for at simulere at regeringen har folkets støtte og opbakning.
Mange diktaturer som det tidligere Sovjetunionen er kendt for at holde såkaldte skuevalg. Det kan enten udforme sig som et valg med kun én kandidat eller hvor vælgerne kun kan stemme ja eller nej, eller som et valg, hvor stemmerne manipuleres, så kun de af regeringen godkendte personer bliver valgt.
En anden model er at have flere kandidater, der alle kan stemmes på, men som alle står for det samme – nemlig ingen ændring fra det nuværende. I sådan et valg med falsk diversitet burde den oplyste vælgerskare i teorien kunne gennemskue, at valget reelt ingen konkurrence har, men i praksis vil valget ofte være afholdt af en regering, der måske har kontrollen over de medier, der oplyser vælgerskaren. Eksempler herpå følger.[kilde mangler]

### Påvirkning og begrænsede muligheder
|  | Spekulativt afsnit Bemærk at dette afsnit er præget af spekulationer og bør omskrives så fakta er understøttet af verificerbare kilder. |

Som ved valg med falsk diversitet, så er der også valg, hvor visse kandidater bliver nægtet adgang på udemokratisk vis. For eksempel i den iranske regering, hvor visse kandidater nægtes adgang. Ved Irans parlamentsvalg 2004 blev næsten alle reform-kandidater nægtet adgang af det Vogtende Råd af religiøse ledere. Ifølge Irans forfatning er det helt inden for rådets magt, og det er designet til at undgå at modstandere af den iranske revolution kommer til magten.
Dog skal opposition andet og mere end have tilladelse til at opstille. For at det er et demokratisk valg, som er retfærdigt og konkurrerende, skal oppositionspartierne og/eller -politikerne også have ytrings-, forsamlings- og bevægelsesfrihed, så de har alle muligheder for frit at udtrykke deres kritik mod regeringen, og foreslå alternative politikker og politikere til vælgerskaren. I stater hvor disse friheder ikke er givne, eller hvor oppositionspolitikere bliver genereret eller direkte modarbejdet, er det på ingen måde sikkert, at et valg udtrykker befolkningens ønsker. Et aktuelt eksempel herpå er Zimbabwe. I stater med skrøbelige demokratier, hvor der er en voldelig politisk historie eller tidligere uretfærdige valg, vil internationale valgobservatører ofte blive indkaldt af internationale organisationer (for eksempel af FN) og blive beskyttet af internationalt politi – alt sammen for at sikre retfærdigheden og demokratiet.
Derudover vil valg, hvor oppositionspolitikerne ikke er sikret lige adgang til medier såsom radio, tv og aviser, ofte være skævvredne. Et eksempel herpå er genvalget af Ruslands præsident Vladimir Putin i 2004, i hvilket statskontrollerede medier konstant støttede hans kandidatur, konstant afviste hans modstandere, gav Putin uindskrænket, gratis reklametid og afviste at vise (betalte) reklamer fra modstanderne. Af denne grund er der mange lande, der sikrer fuldstændig lige tv-tid til alle større partier og har systemer, der sikrer at alle har råd til at betale for en passende kampagne, samtidig med reklamemulighederne begrænses for at undgå, at rige partier simpelthen kan eliminere modstanderne.[kilde mangler]
Nogle mener, at der findes andre mere skjulte måder, at opnå en falsk diversitet, som mange ikke lægger mærke til. Noam Chomsky og andre kritikere påpeger, at i Vesten og især i USA findes der stærke erhvervsmæssige interesser bag mange af nyhedsmedierne, som opfører sig som et filter der, set over lang tid, opprioriterer visse holdninger og ikke lader alternative meninger komme til udtryk. Kritikerne pointerer at i USA er de to største partier støttet af nogle af de samme firmaer som Microsoft, Coca-Cola, McDonnell Douglas , og derfor repræsenterer de kun den rigeste del af den amerikanske befolkning; ingen politiske partier i USA, der vil repræsentere det brede flertal af relativt fattige borgere, vil have en chance for at komme igennem med deres politisk til offentligheden gennem erhvervskontrollerede medier. I denne forstand siger de, at USA i praksis gennem erhvervsinteresserne er et etpartisystem.

### Korruption i demokratier
Åbenheden i et demokrati betyder, at det i mange stater er muligt for vælgerne at stemme for demokratiets afskaffelse.[kilde mangler]
Demokratier har mange gange fejlet igennem historien fra det antikke Grækenland over det 18. og 19. århundredes Frankrig (under den Anden Republik) ledet af Napoleon 3. og i det 20. århundredes Tyskland, hvor nazisterne oprindeligt kom til via demokratiske midler via et flertalsvalg). I de fleste udviklingslande i dag er demokratierne stadig skrøbelige og ustabile, og ofte kollapser de under militærkup eller andre former for diktaturer. Tænkere som Aristoteles og mange andre har udtrykt, at demokratier er naturligt ustabile og vil kollapse hurtigt.[kilde mangler]
For at sikre at ingen enkelt instans får for megen magt, har mange lande en forfatningsbestemt magtdeling. Den oftest brugte er magtens tredeling, hvor magten er del i lovgivende, dømmende og udøvende magt. Ligeledes har mange lande forskellige metoder til at undgå, at der er let at ændre forfatningen. Ofte skal to på hinanden følgende forsamlinger i parlamentet stemme for en ændring, før den kan vedtages, men de enkelte metoder varierer fra forfatning til forfatning.[kilde mangler]

## Politiske valg i hele verden
For politiske valg i hele verden, se Politisk valg efter land
For politiske valg i Danmark, se Politiske valg i Danmark.